# بيضان (ملحان)

تعديل مصدري - تعديل

بيضان هي إحدى قرى عزلة الروضة بمديرية ملحان التابعة لمحافظة المحويت، بلغ تعداد سكانها 31 نسمة حسب تعداد اليمن لعام 2004.